# Doc (serie de televisión)
Doc es una serie de televisión estadounidense creada por Dave Alan Johnson y Gary  Johnson, que muestra el lado dramático  y cómico  de la vida en una gran ciudad a través de las experiencias de un recién llegado.
Doc está protagonizada por el cantante Billy Ray Cyrus, en el papel del apuesto doctor Clint Cassidy, médico de una zona rural cuyo amor por una mujer le empujará desde su pequeña localidad del estado de Montana hasta La Gran Manzana. Podría haber abandonado la vida sencilla, pero Cassidy no es un hombre sencillo en absoluto.
Cuando encuentra trabajo en la HMO (Health Maintenance Organization) de Manhattan, su forma de ser, sensata y compasiva, le granjea la simpatía de sus pacientes. Él intenta que el trato a los pacientes sea la prioridad número uno, pero se encuentra con la desaprobación de sus colegas. Además, su relación personal se desmorona y acabará sólo en la gran ciudad. Pero cuando una mujer moribunda le suplica que se haga cargo de su hijo, Cassidy encontrará un nuevo sentido a su vida y comienza a buscar un nuevo hogar para el pequeño.
Según sus creadores, Doc es "pez fuera del agua"... «Puede parecer un hombre moderno pero su ética y sus modales nos recuerdan a otros tiempos. Todavía cree que los buenos siempre ganan, y cuando se pone esta sensibilidad frente a un grupo de gente de ciudad... surgen interesantes conflictos».
El resto del reparto se completa con Richard Leacock en el papel de Nate Jackson, un policía que se hace amigo de Clint, Tyler Garcia en el papel de Raul, el niño de nueve años que queda huérfano y conquista el corazón de Clint, Andrea Robinson en el papel de la siempre animada enfermera Nancy Nichol. Derek McGrath es el Dr. Derek Herbert, quien a veces choca con Doc. El Dr. Oliver Crane, interpretado por Ron Lea, es la pesadilla de Doc y Ruth Marshall, en el papel de Ms. Donna De Witt, es la administradora del centro, quien hace que todo funcione con mucha mano izquierda.

## Reparto
- Billy Ray Cyrus - Dr. Clint Cassidy
- Richard Leacock - Off. Nate Jackson
- Derek McGrath -  Derek Herbert
- Ron Lea - Oliver Crane
- Andrea Robinson - Enfermera Nancy Nichol
- Tyler Posey - Raul Garcia
- Ruth Marshall - Donna DeWitt
- Tracy Shreve - Beverly Jackson
- Nancy Anne Sakovich - Dr. Weston
- Kenny Robinson - Jelly Bean
- Paula Boudreau - Tippy Williams
- Kevin Jubinville - Capt. Doss
- Miley Cyrus - Kylie